# A Time 2 Love
A Time 2 Love är ett musikalbum av Stevie Wonder från 2005. Albumet spelades in i studio och klassades av många recensenter som hans bästa sedan hans svit av pophistoriska album på 1970-talet. Wonder fick en stor hit direkt med singeln "So What The Fuss". 

## Låtlista
1. If Your Love Cannot Be Moved (Kim Burrell)
2. Sweetest Somebody I Know
3. Moon Blue
4. From The Bottom Of My Heart
5. Please Don't Hurt My Baby
6. How Will I Know (Aisha Morris)
7. My Love Is On Fire
8. Passionate Raindrops
9. Tell Your Heart I Love You
10. True Love
11. Shelter In The Rain (Kirk Franklin)
12. So What The Fuss
13. Can't Imagine Love Without You
14. Positivity (Aisha Morris)
15. A Time To Love (India. Arie)